# Campioni italiani assoluti di atletica leggera - 1500 metri piani maschili
Questa pagina raccoglie un elenco di tutti i campioni italiani dell'atletica leggera nella nei 1500 metri piani, specialità presente nella prima edizione dei campionati. Dal 1907 al 1912 venne sostituita dai 1000 metri piani; tornò a far parte del programma a partire dal 1913.

## Albo d'oro
| Anno | Atleta (società)                                               | Prestazione            |                        |
| ---- | -------------------------------------------------------------- | ---------------------- | ---------------------- |
| 1906 | Emilio Lunghi Sport Pedestre Genova                            | 4'14"1/5(m)            |                        |
| 1907 | Gara non in programma                                          | Gara non in programma  | Gara non in programma  |
| 1908 | Gara non in programma                                          | Gara non in programma  | Gara non in programma  |
| 1909 | Gara non in programma                                          | Gara non in programma  | Gara non in programma  |
| 1910 | Gara non in programma                                          | Gara non in programma  | Gara non in programma  |
| 1911 | Gara non in programma                                          | Gara non in programma  | Gara non in programma  |
| 1912 | Gara non in programma                                          | Gara non in programma  | Gara non in programma  |
| 1913 | Emilio Lunghi Sport Pedestre Genova                            | 4'16"3/5(m)            |                        |
| 1914 | Mario Candelori ?                                              | 4'17"1/5(m)            |                        |
| 1915 | Edizioni non disputate                                         | Edizioni non disputate | Edizioni non disputate |
| 1916 | Edizioni non disputate                                         | Edizioni non disputate | Edizioni non disputate |
| 1917 | Edizioni non disputate                                         | Edizioni non disputate | Edizioni non disputate |
| 1918 | Edizioni non disputate                                         | Edizioni non disputate | Edizioni non disputate |
| 1919 | Arturo Porro ?                                                 | 4'16"0(m)              |                        |
| 1920 | Ernesto Ambrosini Foot Ball Club Brescia                       | 4'14"3/5(m)            |                        |
| 1921 | Ernesto Ambrosini ?                                            | 4'23"2/5(m)            |                        |
| 1922 | Ferruccio Bruni ?                                              | 4'04"2/5(m)            |                        |
| 1923 | Disma Ferrario ?                                               | 4'03"1/5(m)            |                        |
| 1924 | Disma Ferrario ?                                               | 4'05"0(m)              |                        |
| 1925 | Disma Ferrario ?                                               | 4'11"0(m)              |                        |
| 1926 | Giovanni Garaventa ?                                           | 4'10"0(m)              |                        |
| 1927 | Angelo Davoli ?                                                | 4'14"2/5(m)            |                        |
| 1928 | Luigi Beccali Pro Patria Milano                                | 4'04"4/5(m)            |                        |
| 1929 | Luigi Beccali Pro Patria Milano                                | 4'02"0(m)              |                        |
| 1930 | Luigi Beccali Pro Patria Milano                                | 4'09"2/5(m)            |                        |
| 1931 | Luigi Beccali Pro Patria Milano                                | 12 p.                  |                        |
| 1932 | Umberto Cerati ?                                               | 4'05"1/5(m)            |                        |
| 1933 | Alfredo Furia ?                                                | 4'14"1/5(m)            |                        |
| 1934 | Luigi Beccali Pro Patria Milano                                | 4'00"8(m)              |                        |
| 1935 | Luigi Beccali Pro Patria Milano                                | 3'58"4(m)              |                        |
| 1936 | Luigi Beccali Pro Patria Milano                                | 3'59"0(m)              |                        |
| 1937 | Mario Martini ?                                                | 4'03"8(m)              |                        |
| 1938 | Luigi Beccali Pro Patria Milano                                | 3'56"6(m)              |                        |
| 1939 | Guerino Vitale ?                                               | 3'58"4(m)              |                        |
| 1940 | Guerino Vitale ?                                               | 3'58"4(m)              |                        |
| 1941 | Guerino Vitale ?                                               | 4'00"0(m)              |                        |
| 1942 | Guerino Vitale ?                                               | 3'57"2(m)              |                        |
| 1943 | Mario Cosi ?                                                   | 3'56"8(m)              |                        |
| 1944 | Edizione non disputata                                         | Edizione non disputata | Edizione non disputata |
| 1945 | Giovanni Bard ?                                                | 4'01"6(m)              |                        |
| 1946 | Umberto Fiori ?                                                | 4'03"0(m)              |                        |
| 1947 | Giovanni Nocco ?                                               | 4'04"6(m)              |                        |
| 1948 | Umberto Fiori ?                                                | 4'06"1(m)              |                        |
| 1949 | Angelo Tagliapietra ?                                          | 4'02"8(m)              |                        |
| 1950 | Rinaldo Molina ?                                               | 4'04"2(m)              |                        |
| 1951 | Vittorio Maggioni ?                                            | 4'02"2(m)              |                        |
| 1952 | Vittorio Maggioni ?                                            | 4'01"0(m)              |                        |
| 1953 | Vittorio Maggioni ?                                            | 3'58"8(m)              |                        |
| 1954 | Vittorio Maggioni ?                                            | 3'59"4(m)              |                        |
| 1955 | Gianfranco Baraldi ?                                           | 3'53"6(m)              |                        |
| 1956 | Gianfranco Baraldi ?                                           | 3'53"8(m)              |                        |
| 1957 | Gianfranco Baraldi ?                                           | 3'49"4(m)              |                        |
| 1958 | Gianfranco Baraldi ?                                           | 3'46"0(m)              |                        |
| 1959 | Alfredo Rizzo ?                                                | 3'51"0(m)              |                        |
| 1960 | Alfredo Rizzo ?                                                | 3'48"5(m)              |                        |
| 1961 | Alfredo Rizzo ?                                                | 3'51"8(m)              |                        |
| 1962 | Francesco Bianchi ?                                            | 3'54"1(m)              |                        |
| 1963 | Francesco Bianchi ?                                            | 3'51"7(m)              |                        |
| 1964 | Francesco Bianchi ?                                            | 3'48"1(m)              |                        |
| 1965 | Francesco Bianchi ?                                            | 3'45"5(m)              |                        |
| 1966 | Franco Arese Unione Sportivo Balangero Atletica                | 3'54"0(m)              |                        |
| 1967 | Franco Arese Unione Sportiva Balangero Atletica                | 3'50"4(m)              |                        |
| 1968 | Franco Arese Unione Sportiva Balangero                         | 3'43"0(m)              |                        |
| 1969 | Gianni Del Buono ?                                             | 3'45"8(m)              |                        |
| 1970 | Franco Arese Unione Sportiva Balangero Atletica                | 3'44"3(m)              |                        |
| 1971 | Renzo Finelli ?                                                | 3'49"9(m)              |                        |
| 1972 | Giulio Riga ?                                                  | 3'49"2(m)              |                        |
| 1973 | Gianni Del Buono ?                                             | 3'42"4(m)              |                        |
| 1974 | Aeronautica MilitareLuigi Zarcone C.S. Aeronautica Militare    | 3'44"89                |                        |
| 1975 | Vittorio Fontanella Pro Patria Pierrel                         | 3'49"6(m)              |                        |
| 1976 | Vittorio Fontanella Pro Patria Pierrel                         | 3'42"5(m)              |                        |
| 1977 | Giacinto De Cataldo GSD Libertas Atletica                      | 3'47"8                 |                        |
| 1978 | Fulvio Costa Gruppo Sportivo Fiamme Oro                        | 3'45"3                 |                        |
| 1979 | Vittorio Fontanella Pro Patria Pierrel                         | 3'44"9                 |                        |
| 1980 | Carlo Grippo Centro Sportivo Carabinieri                       | 3'42"5                 |                        |
| 1981 | Claudio Patrignani Pro Patria Pierrel                          | 3'46"77                |                        |
| 1982 | Claudio Patrignani Pro Patria Pierrel                          | 3'39"30                |                        |
| 1983 | Claudio Patrignani Pro Patria Pierrel                          | 3'38"28                |                        |
| 1984 | Claudio Patrignani Pro Patria Pierrel                          | 3'45"43                |                        |
| 1985 | Stefano Mei Gruppo Sportivo Fiamme Oro                         | 3'38"71                |                        |
| 1986 | Alessandro Lambruschini Gruppo Sportivo Fiamme Oro             | 3'46"36                |                        |
| 1987 | Claudio Patrignani Pro Patria Pierrel                          | 3'46"24                |                        |
| 1988 | Davide Tirelli Gruppo Sportivo Fiamme Azzurre                  | 3'46"03                |                        |
| 1989 | Davide Tirelli Gruppo Sportivo Fiamme Azzurre                  | 3'49"23                |                        |
| 1990 | Gennaro Di Napoli Gruppo Sportivo Fiamme Oro                   | 3'43"32                |                        |
| 1991 | Gennaro Di Napoli Gruppo Sportivo Fiamme Oro                   | 3'40"85                |                        |
| 1992 | Gennaro Di Napoli Gruppo Sportivo Fiamme Oro                   | 3'40"17                |                        |
| 1993 | Alessandro Lambruschini Gruppo Sportivo Fiamme Oro             | 3'38"24                |                        |
| 1994 | Tonino Viali Gruppo Sportivo Fiamme Oro                        | 3'45"67                |                        |
| 1995 | Massimo Pegoretti Gruppo Sportivo Fiamme Azzurre               | 3'54"14                |                        |
| 1996 | Roberto Baderna Atletica Lecco Colombo Costruzioni             | 3'45"51                |                        |
| 1997 | Andrea Abelli Gruppo Sportivo Fiamme Oro                       | 3'44"29                |                        |
| 1998 | Lorenzo Lazzari Gruppo Sportivo Fiamme Oro                     | 3'40"16                |                        |
| 1999 | Lorenzo Lazzari Gruppo Sportivo Fiamme Oro                     | 3'41"45                |                        |
| 2000 | Christian Obrist Centro Sportivo Carabinieri                   | 3'52"47                |                        |
| 2001 | Lorenzo Lazzari Gruppo Sportivo Fiamme Oro                     | 3'42"40                |                        |
| 2002 | Christian Obrist Centro Sportivo Carabinieri                   | 3'39"87                |                        |
| 2003 | Christian Obrist Centro Sportivo Carabinieri                   | 3'44"22                |                        |
| 2004 | Christian Obrist Centro Sportivo Carabinieri                   | 3'47"93                |                        |
| 2005 | Christian Obrist Centro Sportivo Carabinieri                   | 3'45"14                |                        |
| 2006 | Christian Obrist Centro Sportivo Carabinieri                   | 3'44"53                |                        |
| 2007 | Christian Obrist Centro Sportivo Carabinieri                   | 3'50"37                |                        |
| 2008 | Lukas Rifesser Centro Sportivo Esercito                        | 3'45"65                |                        |
| 2009 | Mario Scapini Pro Patria Milano                                | 3'48"13                |                        |
| 2010 | Gilio Iannone Centro Sportivo Esercito                         | 3'45"77                |                        |
| 2011 | Merihun Crespi Centro Sportivo Esercito                        | 3'47"53                |                        |
| 2012 | Christian Obrist Centro Sportivo Carabinieri                   | 3'48"16                |                        |
| 2013 | Merihun Crespi Centro Sportivo Esercito                        | 3'42"67                |                        |
| 2014 | Mohad Abdikadar Sheik Ali Centro Sportivo Aeronautica Militare | 3'46"63                |                        |
| 2015 | Mohad Abdikadar Sheik Ali Centro Sportivo Aeronautica Militare | 3'42"79                |                        |
| 2016 | Yemaneberhan Crippa Gruppo Sportivo Fiamme Oro                 | 3'45"25                |                        |
| 2017 | Joao Bussotti Centro Sportivo Esercito                         | 3'46"12                |                        |
| 2018 | Joao Bussotti Centro Sportivo Esercito                         | 3'46"41                |                        |
| 2019 | Matteo Spanu Atletica Malignani Libertas Udine                 | 3'45"09                |                        |
| 2020 | Joao Bussotti Centro Sportivo Esercito                         | 3'47"51                |                        |
| 2021 | Mohamed Zerrad Atletica Biotekna                               | 3'39"31                |                        |
| 2022 | Ossama Meslek Atletica Vicentina                               | 3'44"69                |                        |
| 2023 | Pietro Arese Gruppo Sportivo Fiamme Gialle                     | 3'46"07                |                        |
| 2024 | Federico Riva Gruppo Sportivo Fiamme Gialle                    | 3'40"63                |                        |
| 2025 | Federico Riva Gruppo Sportivo Fiamme Gialle                    | 3'41"53                |                        |